# Sagellula xizangensis
Sagellula xizangensis är en spindelart som först beskrevs av Hu 200.  Sagellula xizangensis ingår i släktet Sagellula och familjen jättekrabbspindlar. Inga underarter finns listade i Catalogue of Life.